# Antipus afghana
Antipus afghana es un coleóptero de la familia Chrysomelidae.
Fue descrita científicamente por primera vez en 1978 por Medvedev.